# Аранжировка в сером и чёрном № 2: портрет Томаса Карлейля
«Аранжировка в сером и чёрном № 2: портрет Томаса Карлейля» (англ. Arrangement in Grey and Black, No. 2: Portrait of Thomas Carlyle) — картина американского художника Джеймса Уистлера, написанная в 1872—1873 годах. На ней изображён шотландский критик, философ и историк Томас Карлейль. Портрет выполнен в том же стиле, что и картина «Мать Уистлера», созданная годом ранее. Хранится Художественной галерее и музее Кельвингроув в Глазго, Шотландия.

## История
К моменту написания картины Томас Карлейль уже 47 лет жил в районе Челси в Лондоне и был одним из его самых известных жителей. Он жил на Чейн-Роу, дом № 24 (теперь это дом-музей Карлейля) рядом с Линдси-хаус, теперь Чейн-Уолк, дом № 96, где у Уистлера находилась студия. Однажды, посетив мастерскую Уистлера в сопровождении их общего друга, Карлейль увидел портрет матери художника и, по словам Уистлера, «ему понравилась незамысловатость картины, на которой пожилая женщина сидела, сложив руки на коленях, и сказал, что хотел бы быть написан [в такой же манере]. И однажды рано утром он пришёл, сел, а у меня были готовы холст, кисти и палитра, и Карлейль сказал: «Давай, ваяй!».
Хотя Уистлер первоначально просил два или три сеанса, Карлейль позировал с 1872 года до лета 1873 года. По словам очевидцев, неподвижность Карлейля сочеталась с неистовыми телодвижениями Уистлера, а художник Хью Кэмерон вспоминал: «Это было самое смешное, что я когда-либо видел. Карлейль сидел неподвижно, словно языческий Бог или восточный мудрец, а Уистлер прыгал как воробей».
Спустя годы Уистлер написал о Карлейле:
Он мой любимый клиент [модель]. Мне нравится его нежная печаль! — возможно, он даже гораздо более чувствителен, и не понят до конца, но кто это знает!
Упоминание Уистлером грусти и ощущения «переживания» в характеристике Томаса, возможно, отражали состояние Карлейля в поздний период его жизни после смерти жены Джейн Уэлш Карлейль в 1866 году. Позируя, Карлейль писал в своем дневнике: «Все более и более тоскливыми, бесплодными, низкими и уродливыми кажутся мне все стороны этого жалкого, постепенно сходящего на нет обманчивого мира».
В 1891 году картина «Аранжировка в сером и чёрном № 2: портрет Томаса Карлейля» стала первой работой художника, которая вошла в публичную коллекцию, будучи приобретенной, по настоянию школы Глазго, городом Глазго.

## Описание

«Аранжировка в сером и черном: портрет матери художника» (1871). Карлейлю понравилась эта картина, и он позировал в похожей позе.

На картине изображён Томас Карлейль, сидящий в профиль на стуле. Правой рукой он опирается на трость, в левой руке держит перчатку, на коленях у него лежат пальто и шляпа. В качестве фона для портрета Уистлер выбрал невзрачную комнату, с двумя размытыми картинами на стене. В целом композиция картины с сидящей в профиль фигурой, в темных тонах, является схожей с композицией картины «Мать Уистлера». Уистлер изобразил выдающегося философа своего времени, уделяя много внимая нюансам формы и цвета.

Сохранились четыре подготовительных эскиза маслом и несколько набросков портрета , которые хранятся в Галерее искусств Фрира, на основе которых был сделан вывод, что хотя Уистлер создавал композицию схожую с картиной своей матери, он, тем не менее, рассматривал и другие варианты. Например, на одном меловом наброске, Карлейль изображен сидящим под углом к стене без пальто на коленях. Но, в итоге, Уистлер вернулся к плоской композиции и включил пальто, создавшее более широкую форму, напоминающую платье из композиции матери. Размер холста немного больше (171 × 143,5 см) чем у портрета миссис Уистлер (144,3 × 162,4 см) и имеет вертикальный формат. Ряд других отличий включает в себя иной поворот головы Карлейля к зрителю и форму, вызванную складками пальто на полу. За счёт этого картина выглядит более динамично, чем статичность позы в портрете его матери.

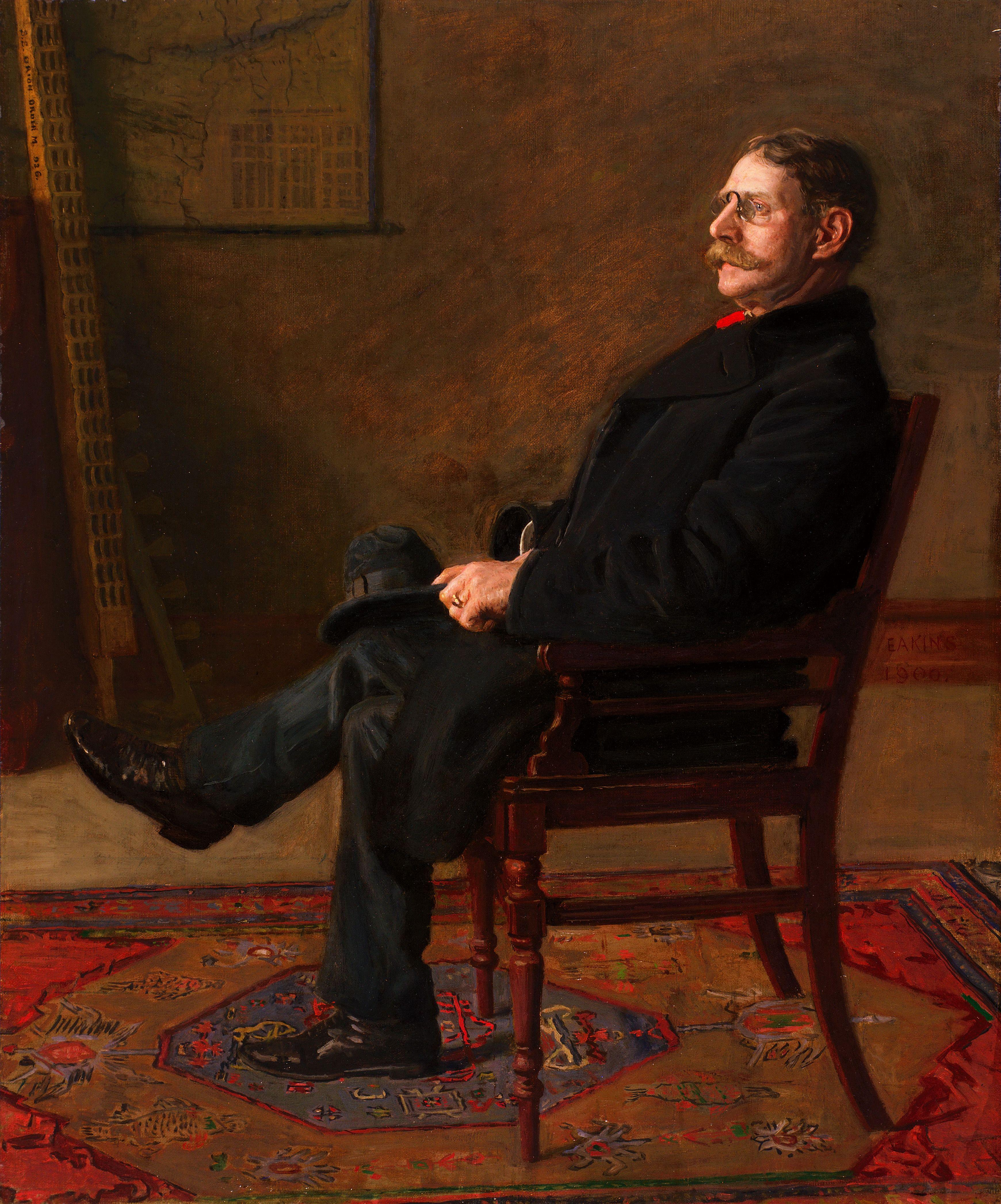
Фрэнк Джей Сент-Джон (1900), написанный Томасом Икинсом, указывает на влияние портрета Карлейля на художника-реалиста с другим видением.